# Уда Дихоу
Уда Дихоу (на китайски: 烏達鞮侯; на пинин: Wūdá Dīhóu) е шанюй на хунну, управлявал през 46 година.
Наследява баща си Худуаршъ Даогао след неговата смърт, но умира малко по-късно, през същата 46 година. Наследен е от брат си Пуну.